# クリスチャン・スコット
クリスチャン・デビッド・スコット（Christian David Scott, 1999年6月15日 - ）は、アメリカ合衆国フロリダ州ココナッツクリーク出身のプロ野球選手（投手）。右投右打。MLBのニューヨーク・メッツ所属。

## 経歴

### プロ入りとメッツ時代
2021年のMLBドラフト5巡目（全体142位）でニューヨーク・メッツから指名されプロ入り。傘下のルーキー級フロリダ・コンプレックスリーグ・メッツでプロデビューした。
2022年はA級セントルーシー・メッツで開幕を迎え、シーズン途中にA＋級ブルックリン・サイクロンズへ昇格。2チーム合計で18試合（先発9試合）に登板して3勝3敗、防御率4.45、77奪三振を記録した。
2023年はA級セントルーシーで開幕を迎え、その後A＋級ブルックリン、AA級ビンガムトン・ランブルポニーズへ昇格。3チーム合計で19試合に先発登板して5勝4敗、防御率2.57、107奪三振を記録した。
2024年はAAA級シラキュース・メッツで開幕を迎えた。5月4日にメジャー契約を結んでアクティブ・ロースター入りし、同日のタンパベイ・レイズ戦に先発登板してメジャーデビューを果たした。

## 詳細情報

### 背番号
- 45（2024年 - ）